# Ephraïm Inoni
Ephraïm Inoni (Bakingili, 16 de agosto de 1947) é um político camaronês. Foi primeiro-ministro dos Camarões, entre 8 de dezembro de 2004 e 30 de junho de 2009, sendo indicado ao cargo pelo presidente Paul Biya e empossado do cargo no mesmo dia. Pertence ao partido Reunião Democrática do Povo de Camarões (RDPC).

## Biografia

### Anos inicias
Nascido na vila de Bakingili, próximo a Limbe, na região sudoeste, em 16 de agosto de 1947. Pertence ao grupo étnico Bakweri e é anglófono.

### Início na política
Foi tesoureiro municipal de Duala, de 1981 a 1982, tesoureiro da embaixada dos Camarões nos Estados Unidos, de 1982 a 1984, e diretor de Balanço de Contas no ministério das Finanças, de 1984 a 1988. Mais tarde, foi nomeado ministro das Finanças, em 9 de abril de 1992, e depois secretário-geral adjunto da Presidência, em 27 de novembro de 1992, sendo esta a sua última posição, antes da nomeação como primeiro-ministro.

### Campanha para o presidente Biya
Era membro do Comitê central do partido Reunião Democrática do Povo de Camarões (RDPC). Fez parte da equipe da campanha eleitoral do presidente Paul Biya nas eleições de 2004 e foi o presidente do Comitê de apoio da campanha nas províncias do sudoeste.

### Demissão
Foi demitido de seu cargo como primeiro-ministro pelo presidente Biya, em 30 de junho de 2009, que nomeou outro anglófono, Philémon Yang, para substituí-lo. Foi a maior mudança no governo do país desde a sua nomeação como primeiro-ministro. O presidente Biya afirmou na rádio estatal que doze ministros foram demitidos (incluindo o primeiro-ministro e o ministro da Defesa), seis ingressaram e três mudaram de posição.
Acredita-se que a opinião pública negativa com o aumento dos preços dos alimentos e o alto nível de corrupção do governo em conjunto com as tentativas do presidente de aumentar o apoio para a próxima eleição presidencial levaram à demissão, enquanto o primeiro-ministro estava no meio das negociações de garantir 140 milhões de dólares em ajuda junto ao Fundo Monetário Internacional (FMI), embora não tenha sido dada uma explicação oficial para as trocas no governo.

### Prisão
Suspeito de corrupção durante seu mandato, foi preso como parte da "Opération Épervier" — de combate a corrupção no país — em 16 de abril de 2012.
Ficou sob interrogatório a portas fechadas, por magistrados, como parte do processo judicial no caso popularmente conhecido em Camarões como o "Caso do Albatroz". Foi colocado em prisão preventiva pelo Supremo Tribunal de Mfoundi, em Iaundé.

### Condenação
Em 2013, foi considerado culpado de conspiração no desvio de cerca de 31 milhões de dólares em um acordo, de 2001, para comprar um avião para o presidente Paul Biya e foi condenado a 20 anos de prisão pelo Tribunal Criminal Especial de Iaundé.